# Korejska ljudska armada
Korejska ljudska armada (kratica: KLA) je naziv za oborožene sile Demokratične ljudske republike Koreje.
KLA je bila ustanovljena 8. februarja 1948 istočasno z Ministrstvom za Korejsko ljudsko armado. 
Po korejski ustavi je KLA revolucionarna oborožena sila Korejske delavske stranke, kar kaže na veliko povezanost politike z vojsko.

## Zgodovina
Do korejske vojne leta 1950 je bila Sovjetska zveza glavni vojaški partner Severne Koreje. Po koncu vojne julija 1953 pa se je začelo tudi sodelovanje s Kitajsko.

## Organizacija
- Generalštab KLA
- KLA
- Vojno letalstvo Severne Koreje
- Vojna mornarica Severne Koreje

## Kopenska vojska - KLA

### Organizacija
- Korpusna poveljstva
12 rednih korpusov
4 mehanizirani korpusi
oklepni korpus
2 artilerijska korpusa
korpus za obrambo Pjongjanga
- Poveljstvo artilerije
- Poveljstvo posebnih enot
- Poveljstvo mehaniziranih enot
- Poveljstvo raketnih enot
- Poveljstvo rezervnih enot

Vse skupaj ima kopenska vojska Severne Koreje:
- 2 oklepni diviziji
- 27 pehotni divizij
- 5 mehanizirane divizije
- 6 samostojnih oklepnih brigad
- 4 samostojne artilerijske brigade
- 20 samostojnih artilerijske polke
- 2 raketni diviziji
- 4 raketni polki
- raketna brigada
- 5 zračnodesantnih bataljonov
- korpus posebnih enot.

Moštvo kopenske vojske šteje od 923.000 do 1.055.000 vojakov.

### Glavni oborožitveni sistemi
- 4.000 bojnih tankov
2.500 T-55
850 T-62
300 PT-76
- 2.800 oklepnih transporterjev BTR in BMP-1
- 8.300 samovoznih havbic in topov
- 2.300 večcevnih raketometalcev
- 12.500+ protiletalskih topov
- 600 amfibijskih vozil
- 2.300 pontomskih mostov